# 월호동
월호동(月湖洞)은 대한민국 전라남도 여수시의 동이다.

## 개요
월호동은 법정동인 신월동과 경호동을 관리하는 행정동이다. 신월동은 조선시대 마을 뒷산(구봉산 줄기)에 금이 생산된다 하여 ‘생금마을’이라 하였는데 상고시대는 확실치 못하나 넘노러(넘내리 ·봉양) 부락이 있었으며 본시 서남쪽 서부 해안에 위치하고 있으며 긴 해안선을 경계로 취락 지역이 많고 국동과 인접되어 수산업 가공이 공동생활터전이고 뱃길로 15분정도 거리에 경호동이 위치하고 있으며 천혜의 황금어장 가막만이 전면에 있다. 그리고 본 지역은 지형이 굽고 샘이 있으므로 샘그미, 샘꺼미, 생그미 또는 신근정, 신근리, 넘내리(넘노리 ·봉양), 신월이라 하였는데 1914년 행정구역 폐합에 따라 봉양리를 병합하여 ‘신월리’라 하였다. 경호동은 여수시 국동에서 남쪽으로 0.5km정도 떨어진 섬으로 교통수단은 롯데마트 국동점 앞 승선 가능한 도선이 있으며, 육지부에서 약1 km 거리에 위치하며 시간은 5분 정도 소요된다. 경호동은 본래 돌산군 경호면의 지역으로 먼 옛날엔 섬 전체가 고래와 같은 형세를 닮았다하여 고래경(鯨)자와 섬도(島)자를 사용하다가 고려말 왕의 후궁이 서울에서 귀양와서 서울경(京)자로 다시 바꾸어 사용하다가 1914년 일제의 행정개편으로 대경도(大鯨島), 소경도(小鯨島), 가장도(加長島), 야도(冶島)를 병합하여 경호리(鏡湖里)라 해서 여수(여천)군 두남(돌산)면에 편입 되었다가 1973년 7월 1일 행정구역 개편에 따라 여수시에 편입하여 현재는 소경(小鏡), 외동(外洞),내동(內洞),오복(五福)으로 3개의 유인도와 11개의 무인도로 이루어져 있다.

## 법정동
- 신월동(新月洞)
- 경호동(鏡湖洞)

### 교통
- 여수공항 (20km)
- 여수엑스포역 (8km)

## 교육
- 여수신월초등학교 (신월로 614, 신월동)
- 경호초등학교 (대경도4길 48, 경호동)

## 기관
- 월호동주민센터 (신월로 598, 신월동)
- 국동치안센터 (신월로 624, 신월동)

## 주거
| 단지명     | 건설사     | 시행사       | 주소                | 입주       | 비고 |
| ---------- | ---------- | ------------ | ------------------- | ---------- | ---- |
| 신월코아루 | 새롬성원㈜ | 한국토지신탁 | 신월2길 11 (신월동) | 2006년 4월 |      |

- 금호아파트 (신월로 561-8, 신월동)
- 대주아파트 (신월2길 35, 신월동)
- 경도비전지에이그린웰아파트 (신월3길 18-5, 신월동)
- 금성휴먼터치빌아파트 (신월5길 22, 신월동)

## 관광
- 히든베이호텔 (신월로 496-25, 신월동)
- 세이지우드 여수경도 (대경도길 111, 경호동)

## 도로명주소 목록
- 구봉길
- 국동남3길
- 신월1길
- 신월2길
- 신월3길
- 신월4길
- 신월5길
- 신월6길
- 신월7길
- 신월8길
- 신월로
- 어항단지로